# Clyde Purnell
Clyde Honeysett Purnell (Ryde, Illa de Wight, 14 de maig de 1877 – Westenhanger, Kent, 14 d'agost de 1934) va ser un futbolista anglès que va competir a començaments del segle xx. Jugà com a davanter i en el seu palmarès destaca una medalla d'or en la competició de futbol dels Jocs Olímpics de Londres de 1908.
A la selecció nacional jugà un total de 3 partits, en què marcà 4 gols.